# Julius Heinrich von Buggenhagen
Julius Heinrich von Buggenhagen (* 18. September 1768 in Papitz; † 18. November 1827 in Duisburg) war ein preußischer Kriegs- und Domänenrat und Landrat.

## Leben
Julius Heinrich entstammte der adeligen Familie Buggenhagen und war der Sohn von Julius Ernst von Buggenhagen (1736–1806) und dessen Cousine Marie Angelika Henrietta Digeon von Monteton (1749–1823). Sein Vater war von 1777 bis 1793 Kammerpräsident in Kleve und 1797 Etat- und Kriegsminister im Generaldirektorium und Chef der General-Tabaks-Administration. Julius Heinrich trat zunächst 1777 als Fahnenjunker für kurze Zeit dem Militär bei. Er musste sich jedoch seinem Vater fügen, der die Aufnahme eines Studiums für vorsah. Nachdem der Vater zum Kammerpräsidenten ernannt worden war, begleitete er ihn nach Kleve und wurde dort von Hauslehrern unterrichtet. 1784 besuchte er das Königliche Pädagogium und ab 1787 die Universität in Halle. 1789 ging er an die Universität Frankfurt (Oder), wo er sein dreijähriges Studium abschloss. Anschließend trat er in Kleve eine Stelle als Kammerreferendar an.
1793 wurde er Referendar bei Departement des Ministers von Heinitz in Berlin und wechselte später als Kammerassessor nach Küstrin. Beim Generaldirektorium war er für die General-Tabaksadministration zuständig. 1797 wurde er zum Kriegs- und Domänenrat, Cammerdirector, in Küstrin ernannt.
Auf eigenen Wunsch wurde er 1798 wieder bei der Kriegs- und Domänenkammer in Küstrin angestellt. 1802 wurde er Landrat des Kreises Wesel mit Sitz und Stimme in der Cleveschen Kammer. Bereits 1796 war das Gut Bärenkamp in seinen Besitz gelangt, wo er ab jetzt wohnte. Bei der Vereinigung des Kreises Wesel mit dem Kreis Emmerich verlor er sein Amt. Während der Befreiungskriege gehörte er dem Landsturm an. 1816 wurde er landrätlicher Kommissarius und Wirklicher Landrat des Kreises Dinslaken. 1823 wurde er Landrat des aus den Kreisen Dinslaken und Essen gebildeten Kreises Duisburg. 1824 siedelte er an den Amtssitz Duisburg über.
Am 18. Januar 1826 wurde er mit dem Roten Adlerorden ausgezeichnet.
Buggenhagen steht von 1791 bis 1797 als Mitglied in den Listen der Freimaurer-Loge im Orient von Halle und er war der erste Meister vom Stuhl der St. Johannis Freimaurerloge „Zur Deutschen Burg“ in Duisburg (1820–1822).

## Familie
Er heiratete 1797 in Küstrin Juliane Frederike Schulz (* 1778; † 20. September 1799). Nach dem Tod seiner ersten Frau heiratete er am 24. April 1809 Johanne Luise Henriette (* 4. Februar 1789).

Buggenhagen hatte drei Söhne:
- Heinrich Ferdinand († 17. Februar 1808), Adelslegitimation am 25. Juli 1806
- Sohn (1810–1810)
- Melchior Julius (* 9. April 1811; † 21. März 1890) ⚭ Auguste Charlotte Geyer (* 24. April 1808; † 29. Januar 1857)